# Controllo della folla

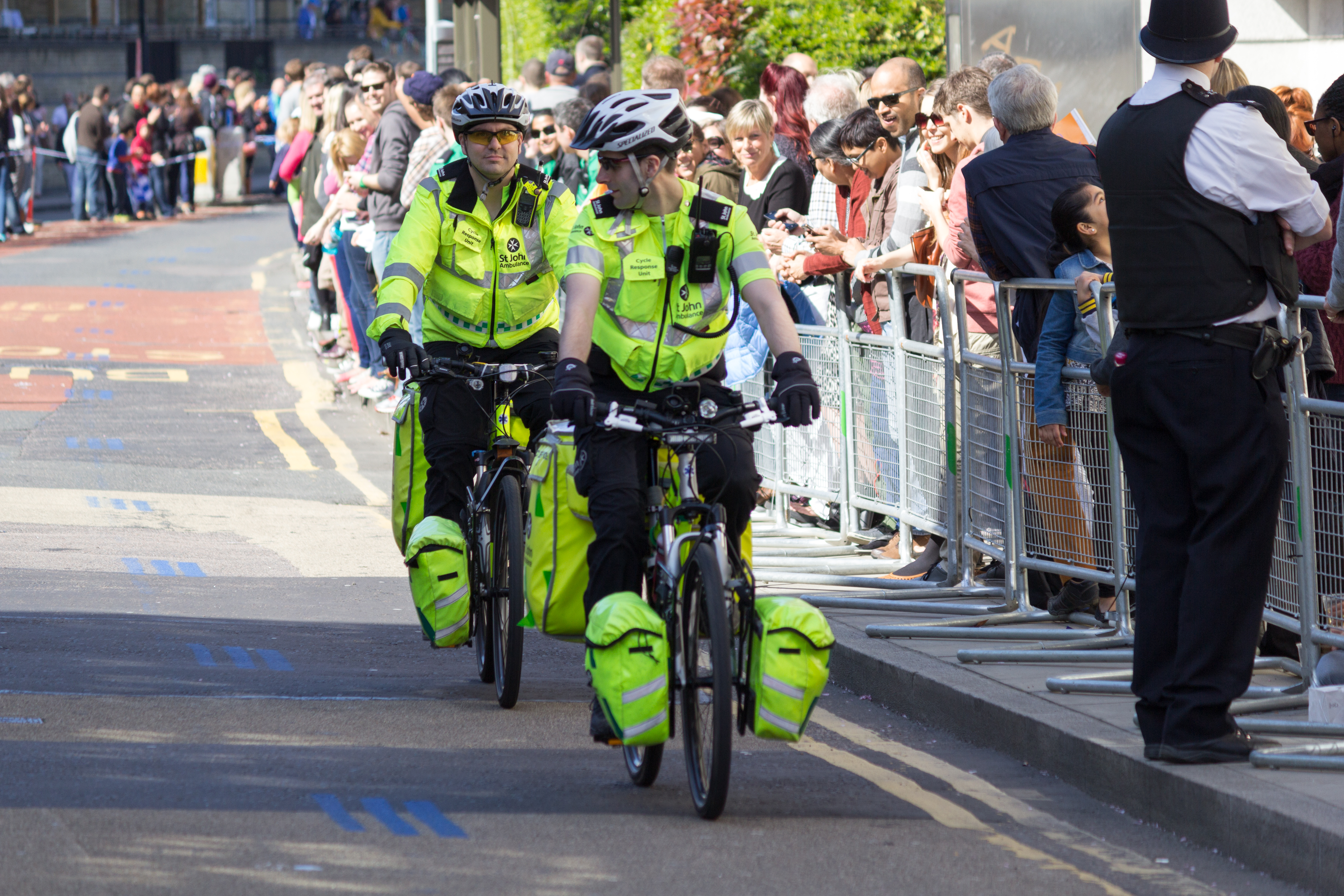
Agenti controllano la folla dietro le transenne durante un evento sportivo

Il controllo della folla consiste in una serie di azioni di pubblica sicurezza atte a prevenire disordini, tumulti, sommosse o calche eccessive o disordinate. In particolare le calche e gli assembramenti eccessivi possono provocare vittime e feriti anche in numeri elevati. Il controllo della folla può coinvolgere sia ufficiali di pubblica sicurezza che personale specializzato privato e avviene normalmente in occasioni di eventi che richiamano un numero elevato di persone, come fiere urbane, eventi musicali o sportivi, manifestazioni sociali o di protesta. In alcuni casi, gli addetti alla sicurezza e le forze dell'ordine utilizzano mezzi ausiliari come i metal detector e i cani antidroga per impedire che vengano introdotte nei luoghi degli eventi armi o sostanze stupefacenti.
Per controllare e dirigere il flusso delle persone, vengono impiegati strumenti come transenne, barriere, nastri o percorsi prestabiliti marcati in evidenza sul terreno. Un altro fattore importante per il controllo della folla è garantire condizioni di comfort adeguato per cui si ricorre a tendoni o sistemi di copertura, ventilatori o sistemi di raffreddamento (in caso di alte temperature) o spettacoli di intrattenimento.
Altri strumenti specifici comprendono i sistemi di gestione e controllo delle code, come i sistemi a nastro retrattile o corsie delimitate da nastri o corde.
Nel caso si verifichino disordini, le forze dell'ordine ricorrono a una serie di strumenti a intensità differente e crescente, dagli idranti agli spray urticanti ai gas lacrimogeni fino ad arrivare, nei casi più gravi ed estremi, al ricorso a vere e proprie armi.